# Ständige Vertretungen der Bundesrepublik Deutschland und der Deutschen Demokratischen Republik

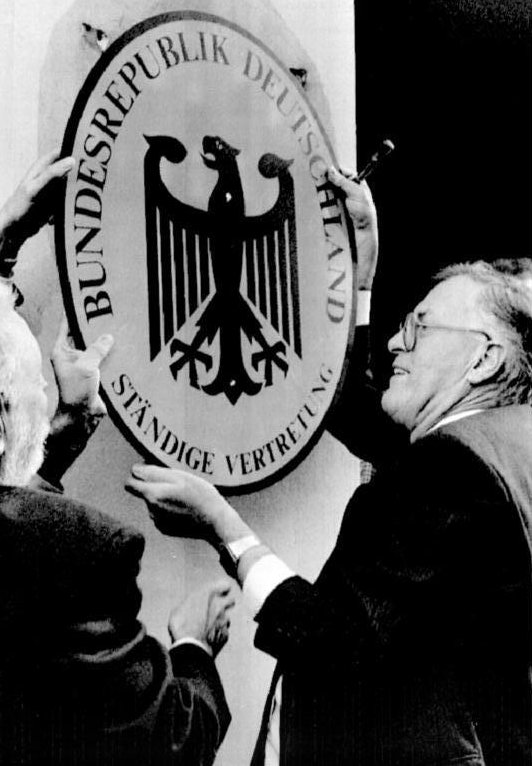
Am 2. Oktober 1990 schraubte der letzte Leiter der Ständigen Vertretung der Bundesrepublik Deutschland bei der DDR, Franz Bertele, eigenhändig das Schild an seinem Dienstgebäude ab. Mit der Deutschen Einheit beendete die Mission ihre Arbeit.

Im Grundlagenvertrag zwischen der Bundesrepublik Deutschland und der Deutschen Demokratischen Republik vom 21. Dezember 1972 (am 21. Juni 1973 in Kraft getreten) wurde die Einrichtung Ständiger Vertretungen (StäV) beschlossen (Artikel 8).

## Diplomatische Akkreditierung
Die Ständigen Vertreter waren praktisch Botschafter – die DDR nannte sie auch so. Sie mussten sich beim Staatsoberhaupt des jeweiligen anderen deutschen Staates akkreditieren: der bundesdeutsche Ständige Vertreter beim Staatsratsvorsitzenden, der Ständige Vertreter der DDR beim Bundespräsidenten. Im Unterschied zu herkömmlichen Botschaftern, die seit 1961 gemäß der Wiener Konvention tätig sind, galt folgende Überkreuz-Regelung:
- Der Ständige Vertreter der Bundesrepublik bei der DDR war Staatssekretär im Bundeskanzleramt (damals in Bonn), sein Ansprechpartner war das Ministerium für Auswärtige Angelegenheiten der DDR (MfAA)
- Der Ständige Vertreter der DDR in der Bundesrepublik war Staatssekretär im MfAA, sein Ansprechpartner war das Bundeskanzleramt (also nicht wie sonst üblich das Auswärtige Amt).

Das Wort „bei“ in der Bezeichnung „Ständiger Vertreter der Bundesrepublik Deutschland bei der DDR“ drückt aus, dass Ost-Berlin nach dem Viermächte-Status nicht zur DDR gehörte (so wenig wie West-Berlin zur Bundesrepublik). Der Grund für die Abweichung vom normalen Botschaftsbetrieb lag in den gegensätzlichen staatspolitischen Auffassungen. Die Ständigen Vertreter wurden darum auch nicht „gemäß“, sondern „entsprechend“ der Wiener Konvention behandelt.
Für die Bundesrepublik blieb die deutsche Frage bis 1990 offen, das heißt
- Ziel ihrer Deutschlandpolitik war die deutsche Wiedervereinigung
- Die DDR galt zwar als souveräner Staat, nicht hingegen als Ausland
- Die Bundesrepublik akzeptierte eine besondere DDR-Staatsbürgerschaft nur begrenzt; die einheitliche deutsche Staatsangehörigkeit war weiterhin maßgeblich.

Für die DDR hingegen war die Deutschlandfrage abgeschlossen, spätestens seit 1974, als die Verfassung von 1968 – insbesondere der Artikel 8, der das Gebot der Wiedervereinigung enthalten hatte („Die Deutsche Demokratische Republik und ihre Bürger erstreben […] die schrittweise Annäherung der beiden deutschen Staaten bis zu ihrer Vereinigung auf der Grundlage der Demokratie und des Sozialismus“) – geändert wurde. Für die DDR gab es zwei deutsche Staaten, die jeweils für den anderen Ausland gewesen seien (→ Zwei-Staaten-Theorie).

## Interessen

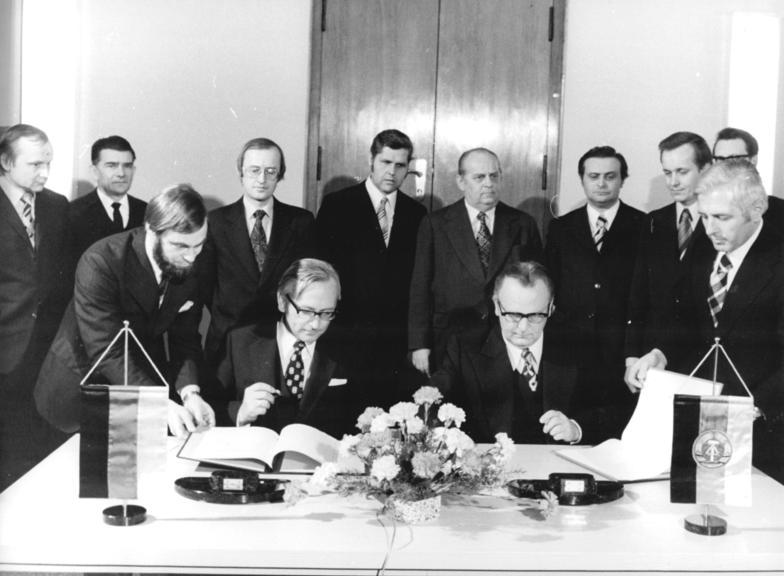
Der Ständige Vertreter Günter Gaus unterzeichnet am 19. Dezember 1975 mit dem Abteilungsleiter im Ministerium für Finanzen der DDR, Hans Nimmerich (r.), ein Abkommen über Transitgebühren im Haus der Ministerien

Beide deutsche Staaten waren Frontstaaten des Kalten Krieges, hinter denen mächtige Verbündete, die USA und die UdSSR, den Ton angaben. Die Bundesrepublik und DDR hatten ein existentielles Interesse an der Entspannung, denn beide wussten, dass ein „heißer Krieg“ als Fortsetzung des Kalten Krieges ihr Ende auf dem Schlachtfeld Mitteleuropas sein würde (Stationierung sowjetischer Mittelstreckenraketen, NATO-Doppelbeschluss). Darüber hinaus gab es wirtschaftliche Interessen, die sich unterteilen lassen in normale und besondere (spezifisch deutsche). Die normalen bestanden im Warenverkehr und der Schaffung von Arbeitsplätzen (in der Bundesrepublik hingen ungefähr eine halbe Million Arbeitsplätze vom DDR-Handel ab). Die besonderen ergaben sich aus den unterschiedlichen staatspolitischen Auffassungen und dem Wirtschaftsgefälle zwischen der Bundesrepublik und DDR.
- Die Bundesrepublik bot die Anerkennung als souveränen Staat und internationales Renommee (UNO-Beitritt, Teilnahme an der Konferenz über Sicherheit und Zusammenarbeit in Europa), darüber hinaus Geld (zum Beispiel in Form zinsloser Überziehungskredite, des sogenannten Swings).
- Die DDR bot Transitwege zwischen der Bundesrepublik und West-Berlin, den Ausbau des zwischenstaatlichen Post- und Fernmeldewesens, allgemein: humanitäre Verbesserungen für DDR-Bürger (zum Beispiel Familienzusammenführung, Häftlingsbetreuung).

## Aufgaben
Die Aufgaben der Ständigen Vertreter waren die von Botschaftern, die sich allerdings mit den Besonderheiten der innerdeutschen Beziehungen auseinandersetzen mussten. Sie überbrachten oder empfingen Vorschläge oder Beschwerden der Regierungen und führten Verhandlungen oder nahmen an Verhandlungen teil, zum Beispiel betreffend
- Verkehrswege (Finanzierung der Autobahn Berlin–Hamburg, Finanzierung von Grenzübergangsstellen, Öffnung des Teltowkanals für West-Schiffe, Straßennutzungsgebühren)
- Reisemöglichkeiten (Bestimmung des Personenkreises und der Reisedauer, Berechtigungsscheine, Visagebühren, Mindestumtausch)
- Post- und Fernmeldewesen
- Umweltfragen (Abbau von Kalisalzen und Belastung der Elbe)
- Kulturelle Zusammenarbeit (Aufenthalt von Journalisten, Ausstellungen, Städtepartnerschaften).

Der Ständige Vertreter' in Ost-Berlin fungierte quasi als Botschafter der Bundesrepublik Deutschland in der DDR, wobei man diesen Begriff bewusst vermeiden wollte, weil die vollständige staatliche Souveränität der DDR von der Bundesrepublik Deutschland aufgrund des Wiedervereinigungsgebotes im Grundgesetz nie anerkannt wurde. Im Gegenzug hatte die DDR eine Ständige Vertretung in Bonn, deren Leiter von der DDR-Regierung mit dem Range eines Botschafters versehen war, was wiederum von der Bundesregierung ignoriert wurde.
Die Ständigen Vertreter der Bundesrepublik hatten es außerdem mit weiteren Aufgaben zu tun: Während der Existenz der Ständigen Vertretung flüchteten wiederholt DDR-Bürger auf das Gelände der Ständigen Vertretung, um auf diesem Wege die DDR in Richtung Bundesrepublik zu verlassen, da zum Beispiel ihr Ausreiseantrag nicht absehbar bearbeitet oder nicht genehmigt wurde. Meistens wurden diese Fälle nicht bekannt und stillschweigend durch Freikauf der Betreffenden in die Bundesrepublik geregelt.
Die Verhandlungen darüber (mit dem Rechtsanwalt Wolfgang Vogel oder Honeckers Sonderbeauftragtem Alexander Schalck-Golodkowski) wurden geheim und ohne Aufzeichnungen geführt. Die Lösung bestand oft darin, dass die Flüchtlinge an ihren Wohnort zurückkehrten und einen Ausreiseantrag stellten, den die DDR-Behörden vereinbarungsgemäß genehmigten. 1984 und 1989 musste die Ständige Vertretung in Berlin zeitweise schließen, weil 55 bzw. 131 DDR-Bürger dort Zuflucht gesucht hatten (sie wohnten im Konferenz-Pavillon, dem sogenannten Gartenhaus hinter dem Gebäude der Ständigen Vertretung).
Aufgrund dieser brisanten Vorkommnisse stand das gesamte Areal unter ständiger Beobachtung durch Volkspolizeistreifen und Mitarbeiter des Ministeriums für Staatssicherheit.

## Personen

### Bundesrepublik Deutschland

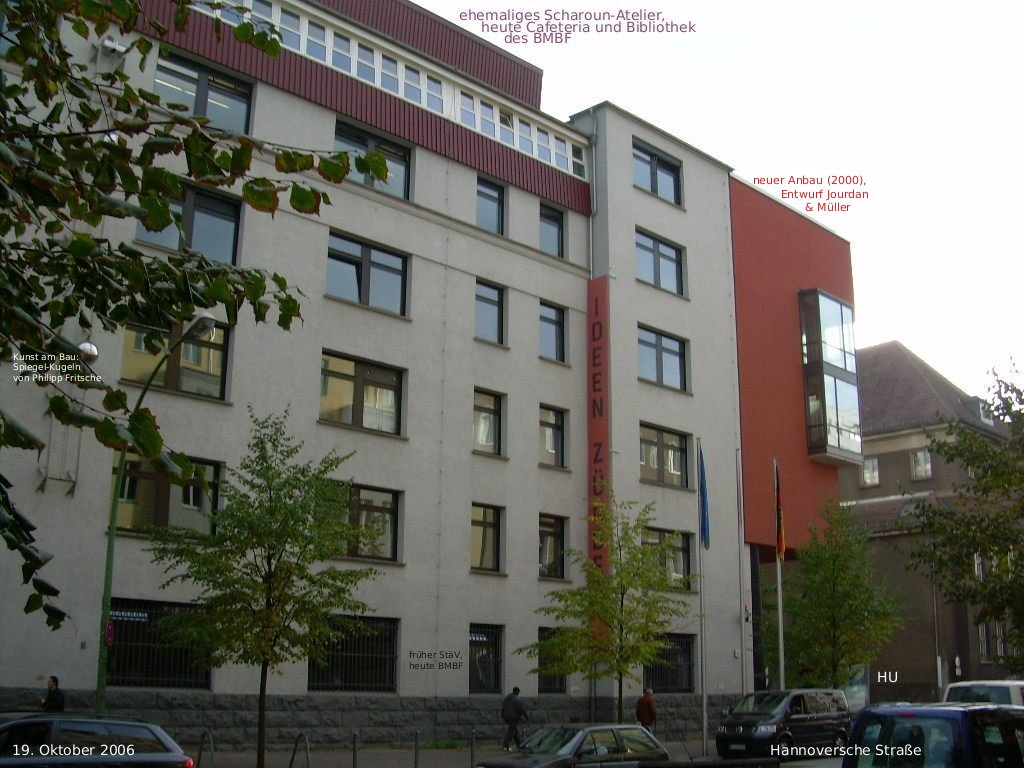
Ehemalige Ständige Vertretung der Bundesrepublik Deutschland, Berlin, 2006

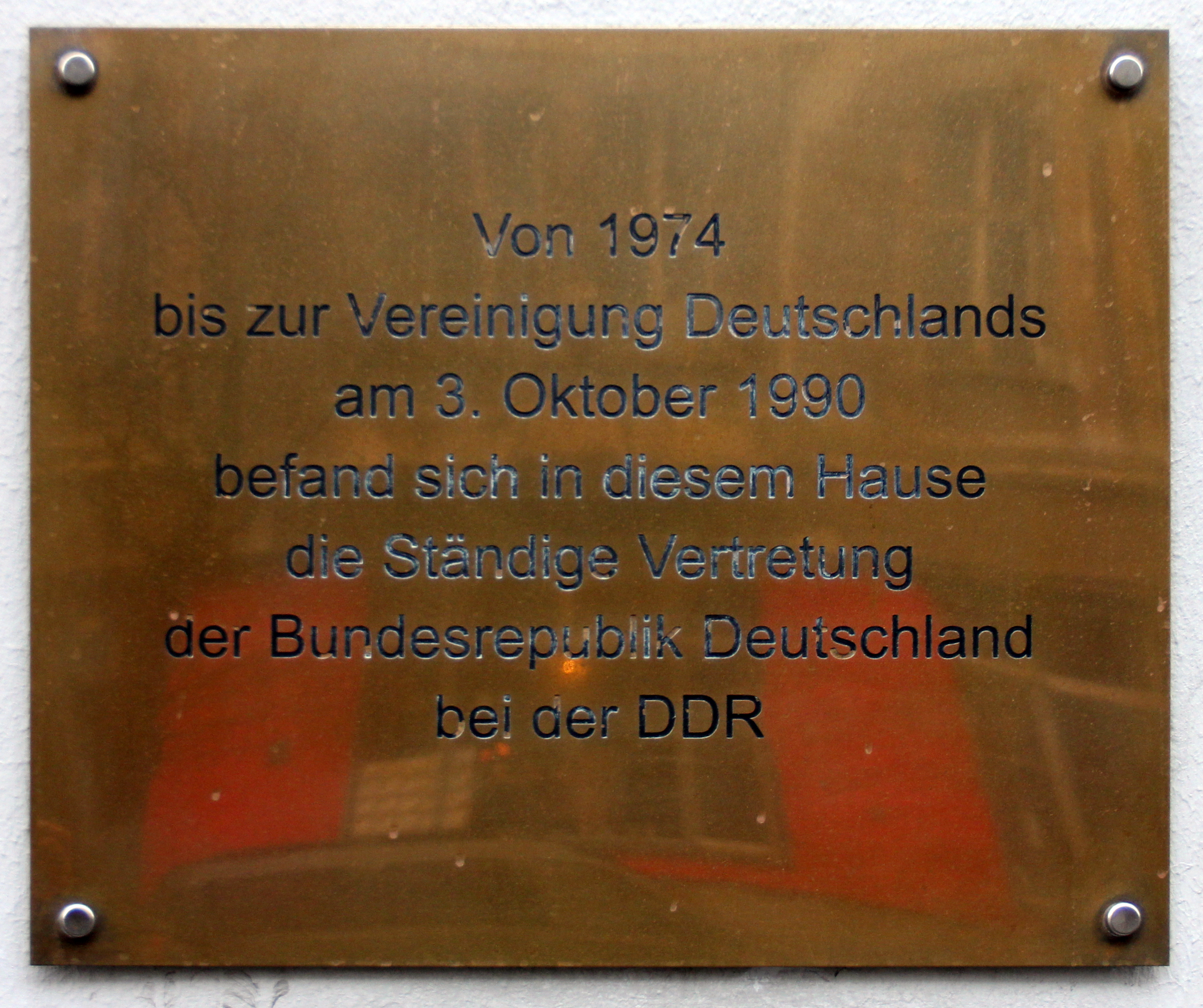
Gedenktafel am Haus Hannoversche Straße 30 in Berlin-Mitte

Die Ständige Vertretung der Bundesrepublik Deutschland bei der DDR in Berlin (Hannoversche Straße 28–30):
- Günter Gaus (1974–1981, SPD seit 1976, Journalist, Vertrauter Willy Brandts, nach seiner Zeit als Ständiger Vertreter kurz Wissenschaftssenator in West-Berlin, dann Publizist, † 2004)
- Klaus Bölling (1981–1982, SPD, vor und nach seiner Zeit als Ständiger Vertreter Sprecher der Regierung Schmidt, † 2014)
- Hans-Otto Bräutigam (1982–1989, parteilos, 1974–1977 Stellvertreter von Gaus, nach 1989 UNO-Botschafter, 1990–1999 Justiz- und Europaminister in Brandenburg)
- Franz Bertele (1989–1990, CDU, 1977–1980 Stellvertreter von Gaus, später Botschafter in Polen und Israel, † 2019)

Die ersten drei Ständigen Vertreter der Bundesrepublik stammten aus der Zeit der Regierung Schmidt. Die Regierung Kohl – sie setzte die „neue Ostpolitik“ Brandts und Schmidts fort – beließ Bräutigam im Amt.

### DDR
Die Ständigen Vertreter der DDR in Bonn (Godesberger Allee 18):
- Michael Kohl (1974–1978, zusammen mit Egon Bahr Architekt des Grundlagenvertrags, später stellvertretender Außenminister, † 1981)
- Ewald Moldt (1978–1988, stellvertretender Außenminister 1970–1978 und 1988 bis März 1990, † 2019)
- Horst Neubauer (1988–1990)

## Dienstsitze

### Bundesrepublik Deutschland
Die Ständige Vertretung der Bundesrepublik hatte ihren Sitz in Berlin-Mitte in der Hannoverschen Straße 28–30. Das Gebäude war für Ost-Berliner das „weiße Haus“, für das Ministerium für Staatssicherheit „Objekt 499“. Im Dachgeschoss (dem Scharoun-Atelier) wohnten seinerzeit Bundesgrenzschutz-Beamte.
Das Grundstück war seit dem 18. Jahrhundert Kasernenstandort (zuerst Kavallerie, im 19. Jahrhundert Garde-Artillerie). Zwischen 1912 und 1914 wurde das heutige Gebäude als Kaserne errichtet für die Maschinengewehr-Kompanien des Kaiser-Alexander-Garde-Grenadier-Regiments Nr. 1 und des II. Garderegiments zu Fuß. 1938 war es Polizeikaserne (Polizeischule Mitte). 1948 übergab die Sowjetische Militäradministration in Deutschland (SMAD) das im Krieg leicht beschädigte Haus der Akademie der Wissenschaften. 1949 baute Scharoun ein aufgekoffertes Dachgeschoss als Atelier. Es diente dem Institut für Bauwesen der Akademie der Wissenschaften. 1950 wurde das Institut aufgelöst und am 1. Januar 1951 die Deutsche Bauakademie gegründet (zeitweise auch Sitz der Redaktion der Zeitschrift Deutsche Architektur).
1973 räumte die Deutsche Bauakademie das Haus, das später für die Ständige Vertretung umgebaut wurde. Seit der Wiedervereinigung dient das Gebäude als zweiter Dienstsitz des Bundesministeriums für Bildung und Forschung. Seit 1995 ist es ein Baudenkmal. Die Residenz der bundesdeutschen Ständigen Vertreter befand sich in der Kuckhoffstraße (Pankow).

### DDR

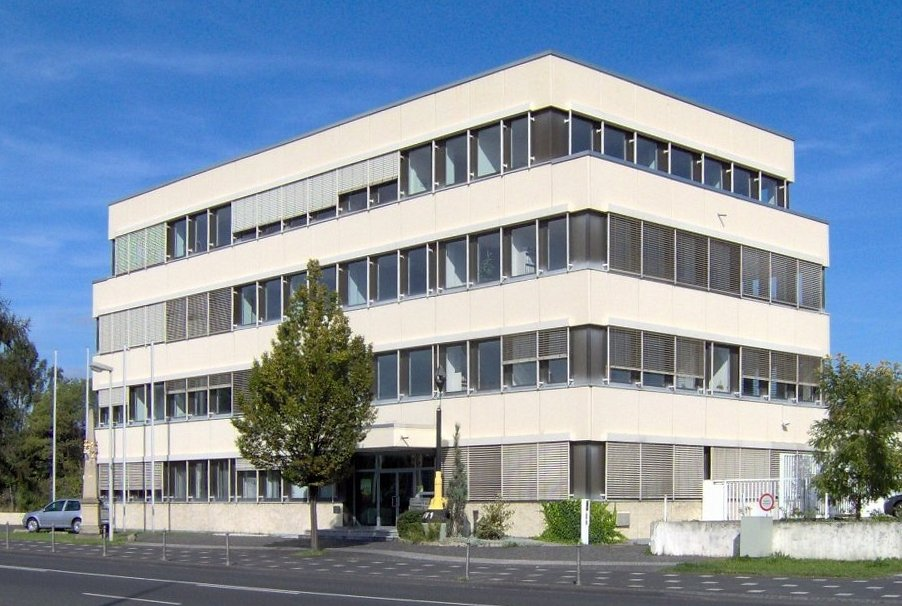
Ständige Vertretung der DDR, Bonn, 2006

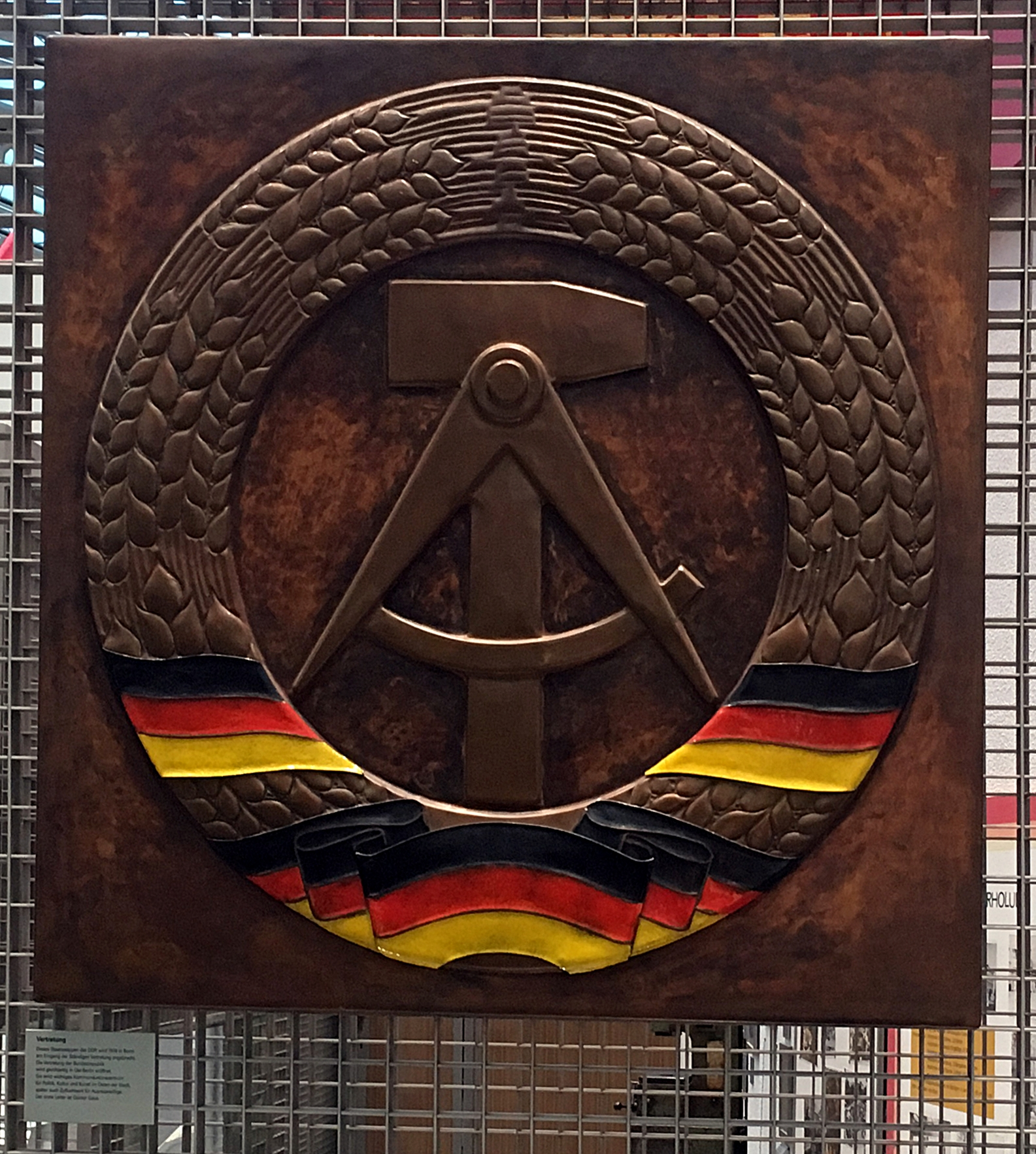
Wappen der DDR, ehemals Bestandteil der Fassade der StäV in Bonn

Der Bonner Dienstsitz der Ständigen Vertretung der DDR befand sich an der Godesberger Allee 18, der Ostseite der Bundesstraße 9 im Bad Godesberger Ortsteil Plittersdorf (50° 41′ 32,6″ N, 7° 8′ 50,3″ O). Das Gebäude wurde 1973 von einer lokalen Wohnungsbaugesellschaft als viergeschossiger Stahlbetonbau – im Obergeschoss um je eine Achse reduziert – mit Metallverkleidungen errichtet und am 2. Mai 1974 durch die Ständige Vertretung übernommen. Gesichert war sie durch hohe Zäune. Das zur Straßenfront gelegene Hauptgebäude wird rückwärtig durch einen eingeschossigen Anbau ergänzt, an den sich ein als Wohnhaus für Mitarbeiter der Ständigen Vertretung dienendes Doppelhaus in der parallelen Teutonenstraße anschließt. Dort verfügte die DDR auch über ein Gästehaus. Die Residenz des Leiters der Ständigen Vertretung befand sich im Bornheimer Ortsteil Hersel (Rheinstraße 232) in einer Villa aus den 1960er Jahren, die 2000 abgerissen wurde (→ Rheinstraße 232 (Bornheim)). Für die restlichen Mitarbeiter der Ständigen Vertretung wurde ein Wohnblock im Bonner Ortsteil Auerberg angemietet.
Die Hauptverwaltung A (HV A) des Ministeriums für Staatssicherheit (MfS) der Deutschen Demokratischen Republik (DDR) unter den Leitung von Markus Wolf unterhielt hier eine MfS-Residentur, die besonders eng mit der KGB-Residentur Bonn zusammenarbeitete. Im Spätsommer 1990 verließen die 70 Stasi-Mitarbeiter das Objekt.  
Die Einrichtungsgegenstände der Ständigen Vertretung wurden nach ihrer Auflösung im Zuge der Wiedervereinigung auf einer Kölner Auktion versteigert. Das Gebäude diente anschließend nach einer umfassenden Renovierung von 1991 bis 1999 als Landesvertretung von Sachsen (ab Juni 1991; untere Etagen) und Vertretung des Landes Mecklenburg-Vorpommern (ab Oktober 1991; obere Etagen). An die ehemalige Nutzung als Landesvertretung erinnern vor dem Gebäude für Mecklenburg-Vorpommern eine Boje und Anker sowie für Sachsen die 1995 von den Sächsischen Sandsteinwerken Pirna gestiftete Nachbildung eines kursächsischen Meilensteins in Form eines Obelisken mit den Stundenentfernungen einer Postkutsche vom Standort Bonn aus. Von 2001 bis 2021 war hier die Deutsche Gesellschaft für Ernährung untergebracht. Das Gebäude ist Teil des Geschichtswegs Weg der Demokratie.

## Details und Zeitleiste
- Egon Bahr zu einem Journalisten nach der Unterzeichnung des Grundlagenvertrages: „Bisher hatten wir keine Beziehungen, jetzt werden wir schlechte haben, und das ist der Fortschritt.“
- Das Bundesverfassungsgericht weist am 31. Juli 1973 die Klage der Bayerischen Staatsregierung gegen den Grundlagenvertrag zurück.
- Ende 1973 schlug Gaus vor, aus dem Haushalt Mittel zur Anschaffung von Kunstwerken für die Ständige Vertretung zu erwirtschaften. Bereits Anfang 1974 beschaffte er Werke zum Beispiel von Otmar Alt, Horst Antes und Roger Loewig. Später kamen Werke von Hartmut Hansen, Gerhard Altenbourgs und A. R. Penck hinzu.
- Gaus und der stellvertretende DDR-Außenminister Kurt Nier unterzeichneten am 14. März 1974 in Bonn das Protokoll über die Einrichtung der Ständigen Vertretung (gemäß Grundlagenvertrag).
- Gaus berichtet in einem Interview:[10] „Am 2. Mai [1974] hat das Vorauskommando der Bundesrepublik im Hotel Unter den Linden angefangen“ (Gaus wurde erst am 20. Juni 1974 akkreditiert).
- In beiden Ständigen Vertretungen arbeiteten jeweils ungefähr 90 Personen.
- Am 21. November 1975 wurde der Konferenz-Pavillon im Hof der Ständigen Vertretung, das „Gartenhaus“, eingeweiht (Bundesbaudirektion Charlottenburg).
- Gaus konnte aus dem Fenster seines Dienstsitzes die Wohnung (Chausseestraße 131 Ecke Hannoversche Straße, 2. Stock) von Wolf Biermann sehen, der im November 1976 ausgewiesen wurde.
- Am 28. April 1977 fand im Gartenhaus ein Modern-Jazz-Konzert statt (Manfred Schoof Quintett).
- Am 25. Mai 1977 hielt sich der Verpackungskünstler Christo in der Ständigen Vertretung auf und ließ sich vom Dach aus das Reichstagsgebäude zeigen (er trug sich schon damals mit der Idee, es zu verpacken).
- Bei einem Schusswechsel zwischen sowjetischen MP und einem Deserteur im Juni 1978 an der Kreuzung Friedrichstraße/Unter den Linden wurde ein Mitarbeiter der Ständigen Vertretung (OAR Walter Jung) am Kopf verletzt, als er zufällig in einem Dienstwagen durch die Schusslinie fuhr.
- Am 23. Oktober 1981 fand eine Beuys-Ausstellung im Gartenhaus statt. Joseph Beuys – gekälkt, in Hut und Anglerweste – posierte als Statue.
- Vertrauliche Gespräche wurden in der „Laube“ abgehalten, einem abhörsicheren Raum in der 4. Etage des Westflügels. Der Raum existiert nicht mehr, er musste dem Anbau weichen. Gelegentlich haben Mitarbeiter der Ständigen Vertretung den Umstand, dass die Stasi Telefongespräche abhörte, diplomatisch genutzt, um Informationen zu lancieren.
- 1982 arbeitete ein Offizier im besonderen Einsatz (OibE) in der Ständigen Vertretung. Er meldete, in der (alten) Pförtnerloge befinde sich „ein gepanzerter Elektronikschrank, dessen Stahlblechtür und Stahlpanzertür sowie 3 Kassettentüren geöffnet waren“ (aus einer Mitteilung der BStU).
- Am 22. Januar 1984 flohen sechs DDR-Bürger in das Botschaftsgebäude der USA; sie konnten schnell in den Westen ausreisen.
- Am 26. Juni 1984 wurde die Ständige Vertretung vorübergehend geschlossen: 55 DDR-Bürger hatten die Ständige Vertretung besetzt.
- Am 31. Juli 1984 wurde sie wiedereröffnet – unter verstärkten Sicherheitsmaßnahmen (Vergitterung des Treppenhauses, ein Rest der Vergitterung ist heute noch im Treppenhaus West zu erkennen).
- Im September 1986 sprach in der Ständigen Vertretung der Physiker und Philosoph Carl Friedrich von Weizsäcker über „Fragen der Friedenssicherung in Europa“.
- 1988 erreichte die Zahl der Personen, die aus der DDR in die Bundesrepublik reisen durften, eine Million (darunter ein Drittel Nicht-Rentner).
- Am 16. Februar 1989 brach eine DDR-Familie (mit zwei Kindern) in einem Trabi durch die geschlossene Schranke zum Hof der Ständigen Vertretung durch, verletzte einen Volkspolizisten und fuhr das Fluchtauto zu Schrott. Der DDR-Anwalt Vogel übernahm die Verteidigung der DDR-Flüchtlinge, die nach einer Schamfrist ausreisen durften.
- Am 8. August 1989 schloss die Ständige Vertretung abermals: 131 DDR-Bürger hatten die Ständige Vertretung besetzt.
- Am 3. September 1989 – während der Massenbesetzung – wurden zwei Kinder „eingeschult“ durch einen Lehrer, der unter den Besetzern einen Ersatzunterricht organisiert hatte.
- Am 8. September 1989 verließen die letzten 100 „Besetzer“, die noch ausgeharrt hatten, die Ständige Vertretung.
- Am 1. Oktober 1989 fuhren über 800 DDR-Bürger, die in die Warschauer Botschaft der Bundesrepublik geflüchtet waren, durch die DDR in die Bundesrepublik. Der bundesdeutsche Ständige Vertreter, Franz Bertele, begleitete sie auf dieser Fahrt, um den Flüchtlingen Sicherheit zu garantieren. Die Reise aus Warschau durch die DDR nach Helmstedt war zwischen dem Ständigen Vertreter der DDR, Neubauer und dem Chef des Bundeskanzleramts Rudolf Seiters verabredet worden.
- Am 10. November 1989, einen Tag nach dem Fall der Mauer, wurden die Ständigen Vertretungen wiedereröffnet (Honecker war bereits abgesetzt, Stoph zurückgetreten).
- Am 11. Juli 1990 verließ der Ständige Vertreter der DDR, Horst Neubauer, Bonn (ohne Nachbesetzung).
- In den 16 Jahren der Ständigen Vertretung hat die Bundesrepublik über drei Milliarden DM für den Freikauf von DDR-Bürgern gezahlt, pro Häftling ungefähr 100.000 DM (Bräutigam in einem Interview mit politikorange im Juni 2004).
- Die Berliner Denkmalschützerin und Architekturhistorikerin Simone Hain hat das Scharoun-Atelier nach der Räumung der Ständigen Vertretung „wiederentdeckt“ und an seiner Rekonstruktion mitgewirkt. Heute sind im Scharoun-Atelier eine Cafeteria und eine Handbibliothek des BMBF untergebracht.
- Seit 1991 hängt eine Gedenktafel am alten (Ost-)Eingang der bundesdeutschen Ständigen Vertretung. Auf ihr steht: „Von 1974 bis zur Vereinigung Deutschlands am 3. Oktober 1990 befand sich in diesem Hause die Ständige Vertretung der Bundesrepublik Deutschland bei der DDR.“
- Ida Krenzlin (* 1978), die in der Wilhelm-Pieck-Straße (heute: Torstraße) gewohnt hatte, erinnerte sich 2004 (in staeffi): „Zumindest war das Rasenstück neben der Ständigen Vertretung der bestbewachte Platz der Welt, um seine Meerschweinchen frei laufen zu lassen.“ Seit 1997 steht dort das Torhaus des Architekten Hans Kollhoff (eine Reminiszenz an das Oranienburger Tor).

## Trivia
- Das amtliche Schild der bundesdeutschen Ständigen Vertretung war wenige Tage vor der Wiedervereinigung gestohlen worden. Franz Bertele ließ auf eigene Kosten ein neues anfertigen, um es am 2. Oktober 1990 feierlich abschrauben zu können.[11] Dieses neue Schild hing bis Frühjahr 2006 im Bonner Haus der Geschichte, heute ist es im Tränenpalast Berlin – Haus der Geschichte – zu sehen. Das amtliche Schild der Ständigen Vertretung der DDR hängt auch im Tränenpalast Berlin.
- Das Karl-Hofer-Gemälde Am Fenster (von 1947), das Gaus bereits 1973 beschafft hatte (es hing an der Ostwand seines Dienstzimmers), ist seit der Wiedervereinigung verschollen.
- Es gibt Lokale mit dem Namen „Ständige Vertretung“ in mehreren Städten.[12]

## Filme
- MDR: Das Jahr ’84 in der Hannoverschen Straße von Thomas Franke (Regie: Angelika Perl), 1992 ausgestrahlt.
- RBB: Sendung Diplomatie im Mauerschatten – Bonns Filiale in Ostberlin von Sissy von Westphalen, 2005 ausgestrahlt.
- staeffi, Ausgabe von politikorange (Netzwerk Demokratieoffensive), 2004.
- WDR / Deutsche Film und Fernsehakademie Berlin: Wir sind doch kein Hotel – Fluchtort Botschaft (Regie: Inge Albrecht), Länge: 59 min, seit 1996 mehrmals ausgestrahlt. Über die Botschaftsfluchten 1984 in die Ständige Vertretung